# Rimapenaeus byrdi
Rimapenaeus byrdi är en kräftdjursart som först beskrevs av Martin D. Burkenroad 1934.  Rimapenaeus byrdi ingår i släktet Rimapenaeus och familjen Penaeidae. Inga underarter finns listade i Catalogue of Life.